# Annexos uterins
Els annexos uterins (o apèndixs uterins) són les estructures més relacionades estructuralment i funcionalment amb l'úter.

## Terminologia
Es poden definir de formes lleugerament diferents:
- Algunes fonts defineixen els annexos com a trompes i ovaris.[1]
- Altres inclouen els teixits de suport.[2]
- Una altra font defineix els apèndixs com les «regions de la veritable pelvis posterior als lligaments amples».[3]
- El Diccionari mèdic de Dorland inclou les trompes de Fal·lopi, els ovaris i els lligaments (sense especificar amb precisió quins són els lligaments inclosos).[4]

Vista frontal esquemàtica de l'aparell reproductor femení

## Significat clínic
El terme «annexitis» s'utilitza de vegades per descriure una inflamació dels annexos uterins. En aquest context, substitueix els termes ovaritis i salpingitis.
El terme «massa annexal» s'utilitza de vegades quan la ubicació d'una massa uterina encara no es coneix amb més precisió. El 63% dels embarassos ectòpics presenten una massa annexal. Segons la mida de la massa, pot ser una emergència mèdica.
En ginecologia, el terme «annexectomia» s'utilitza sovint per a la salpingectomia (eliminació de les trompes de Fal·lopi) com per a l'ooforectomia (eliminació dels ovaris).